# Анкра, Джозеф Артур
 Джозеф Артур Санку Анкра (англ.  Joseph Arthur Ankrah; 18 августа 1915, Аккра, Британский Золотой Берег — 25 ноября 1992, Аккра, Гана) — ганский политический и военный деятель, председатель правящего Национального совета освобождения Республики Гана в 1966—1969 годах, руководитель военного переворота 24 февраля 1966 года, приведшего к свержению первого президента страны Кваме Нкрумы.

## Биография
Джозеф Артур Анкра родился 18 августа 1915 года в Аккре в семье надзирателя Христианского миссионерского общества Сэмуэля Пола Кофи Анкры (англ. Samuel Paul Cofie Ankrah) и Беатрис Абаши Куэйнор (англ. Beatrice Abashie Quaynor), занимавшейся торговлей. Его семья имела давние военные традиции, к ней принадлежали Нии Эйи Коркор Секай Анкра (англ.  Nii Ayi Korkor Sekye Ankrah) из народности га и Нии Ото Брафо I (англ.  Nii Oto Brafo I), которого некогда англичане, голландцы и датчане признавали местным фельдмаршалом на территориях нынешней Области Большой Аккры.

### Учёба и спорт
В 1921 году шестилетнего Джозефа отдали на обучение в Уэслианскую методистскую школу англ. Wesleyan Methodist School в Аккре, где за свои лидерские качества он получил прозвище Ankrah Patapaa. В 1932 году он поступил в частную Аккрскую академию, одну из ведущих средних школ Ганы, а в 1937 году получил сертификат Кембриджской школы англ.  Cambridge School как подающий надежды спортсмен, проявивший себя в период школьной учёбы. Начав спортивную карьеру в юношеском футбольном клубе «Аврора», в конце 1930-х годов юный Анкра уже профессионально играл в самом крупном и старейшем клубе Ганы «Аккрские дубовые сердца» (англ.  Hearts Of Oak SC). Нападающий левого крыла, известный как «Джо» (Joe) Анкра, он полностью отдал себя футболу, однако начавшаяся Вторая мировая война изменила его планы.

### Военная карьера
В 1939 году Джозеф Анкра был мобилизован рядовым в британские Королевские пограничные войска Западной Африки. В 1940 году его бригаду отправили Восточную Африку для участия в боевых действиях против итальянской армии в Абиссинии, однако Анкру оставили в Аккре, где он занял пост в канцелярии (Records Office), продолжив играть за клуб «Аккрские дубовые сердца» Получив чин уорент-офицера 2-го класса, он, тем не менее, нашёл работу чиновника слишком унылой и стал добиваться разрешения начать офицерскую карьеру. Поскольку все офицерские должности в вооружённых силах Британского Золотого Берега занимали англичане, Анкре понадобилось немало усилий и времени, чтобы добиться своего. Только в октябре 1946 года его направляют на военные курсы в Тамале и Теши, а затем посылают на офицерские кадетские курсы в Мэншфилде, Великобритания англ.  Marshfield Officer Cadets Training Unit.
В феврале 1947 года Джозеф Анкра окончил обучение, и, получив чин лейтенанта, стал первым офицером, уроженцем Золотого Берега. Вернувшись на родину, он был направлен в штаб-квартиру военного округа в Аккре и был назначен главным инструктором учебных курсов. Однако продвижение по служебной лестнице в колониальной Гане оказалось долгим. Только через 9 лет, в 1956 году Анкра получил чин майора и был назначен командиром роты в 1-м пехотном батальоне в Тамале. После того как в следующем году Гана получила независимость, Джозеф Анкра получил чин подполковника и должность командира батальона, а в августе 1960 года, конкурируя с англичанами, продолжавшими составлять основу офицерского корпуса Ганы — полковника.

### Конго
В том же году полковник Анкра был направлен в получившую независимость Республику Конго (Леопольдвиль) в составе сил ООН по поддержанию мира. Там он занял пост помощника командира ганского контингента генерал-майора Генри Т. Александера со штабом в Лулуаборге, Касаи. Александер характеризовал Анкру как самого боевого и жестокого солдата Ганы, невероятно решительного и беспощадного в ситуациях, требующих насильственных акций. Осенью 1960 года, по собственной инициативе и рискуя собственной жизнью, он спас конголезского лидера Патриса Лумумбу от преследовавших его солдат национальной армии. В 1961 году полковник Анкра единственным из ганских военных был награждён Военным крестом за непревзойдённую храбрость, произведён в бригадные генералы и, по возвращении из Конго, назначен заместителем начальника штаба обороны Ганы.

### Во главе армии Ганы. Опала
В декабре того же 1961 года президент Ганы Кваме Нкрума начал чистку вооружённых сил от британских офицеров и уволил генерала Александера из ганской армии. Генерал Джозеф Анкра стал командующим армией Ганы и второй раз за год получил следующее воинское звание — генерал-майора. Однако в июле 1965 года Кваме Нкрума заподозрил Анкру в нелояльности и участии в заговоре, снял его с должности и уволил из армии. Полгода уволенный генерал работал на второстепенной гражданской должности директора Национального инвестиционного банка, пока ситуация вновь не обернулась в его пользу.

### Во главе страны
24 февраля 1966 года командир 2-й пехотной бригады полковник Эммануэль Кваси Котока при поддержке генерального инспектора полиции Джона Харли и по плану майора Аквази Аманквы Африфы сверг левый режим Кваме Нкрумы. Опальный генерал Джозеф Артур Анкра, обладавший в армии непререкаемым авторитетом стал председателем Совета национального освобождения в чине генерал-лейтенанта и главой государства. Он заявил:
Этот важный шаг был сделан, потому что не было другого способа вернуть народу Ганы блага свободы, правосудия, счастья и процветания, за которое все мы так долго боролись. Предпринимая этот смелый шаг ганские вооружённые силы и ганская полиция опирались на  особо оберегаемую традицию народа Ганы, традицию, согласно которой лидер, потерявший доверие и поддержку своего народа и прибегающий к произвольному использованию власти, должен быть свергнут.
Через год, после попытки военного переворота 17 апреля 1967 года и гибели Котоки, Анкра также взял на себя обязанности главнокомандующего вооружёнными силами Ганы. Новый режим свернул начатые Нкрумой социалистические преобразования, сократил бюджет, прекратил строительство промышленных объектов и морских портов, заморозил зарплаты, начал приватизацию большинства из 55 государственных предприятий. Была продана треть от 148 государственных ферм, лишены дотаций кооперативы, ликвидированы бесплатное среднее образование и медицинское обслуживание. Из страны выехали все советские специалисты, были разорваны дипломатические отношения с Кубой и Гвинеей, закрыты диппредставительства Ганы в социалистических странах. Однако политика Анкры и его соратников со временем утратила всякую популярность. 26 февраля 1968 года «The Ghanaian Times» писала по случаю второй годовщины переворота — «Люди, которые приветствовали военно-полицейскую ось в начале 1966 года и соревновались в хвалах и панегириках… кажутся теперь разочарованными режимом, хотят его быстрейшего ухода». Совет национального освобождения принял решение провести свободные выборы и передать власть гражданскому правительству.

### Зарубежные поездки Джозефа Анкры
- Великобритания, ФРГ и США — сентябрь 1967 года[9].
- Верхняя Вольта, Берег Слоновой Кости, Нигер, Того и Дагомея — январь-февраль 1968 года;
- Берег Слоновой Кости — сентябрь 1968 года[10].

### Неожиданный уход
В начале 1969 года Джозеф Анкра, решивший выставить свою кандидатуру на президентских выборах, вступил в сговор с нигерийским бизнесменом Францем Нзеребе (Franz Nzerebe), которому НСО поручил провести опросы общественного мнения. Нзеребе представил НСО данные, согласно которым Анкра являлся самым популярным политиком Ганы, опережая и генерала Африфу и знаменитого оппонента Нкрумы профессора Кофи Бусиа. Инициированное Африфой расследование установило, что Анкра получал деньги от частных иностранных фирм, а часть средств была им передана Францу Нзеребе, что могло повлиять на результаты его опросов. Сумма полученных Анкрой взяток, согласно правительственным данным, приближалась к 30 000 долларов.
Вызванный на заседание Совета национального освобождения, Анкра объяснил эти финансовые махинации тем, что хотел финансировать исследования общественного мнения, чтобы определить свои шансы на президентство. Затем он признался, что хотел передать деньги некоторым политикам, имена которых сообщил членам НСО в конфиденциальном порядке. Скандал решил политическую судьбу главы государства — 2 апреля 1969 года было опубликовано официальное сообщение НСО о добровольной отставке генерал-лейтенанта Джозефа Анкры с посты главы государства после того, как он на заседании Совета «признал свою полную ответственность за этот прискорбный инцидент».
Джозеф Анкра был уволен из армии и остался в столице, где стал жить частной жизнью, не вмешиваясь в политику. Он без особых осложнений пережил три военных переворота, репрессии 1979 года, когда были расстреляны три бывших главы государства, крах двух республик и застал рождение Четвёртой республики.
Джозеф Артур Анкра скончался 25 ноября 1992 года в Аккре.

### Личная жизнь
В 1965 году Анкра женился в третий раз, на Милдред Кристине Акосивор Фугар Акозиуор Фугар (12 июня 1938 — 9 июня 2005). В общей сложности у него было 18 детей.